# Yukon Gold
Yukon Gold är en stor potatissort som kännetecknas av sin tunna, släta skal och sitt gulaktiga inre. Potatisen utvecklades på 1960-talet av Garnet ("Gary") Johnston i Guelph, Ontario, Kanada, med hjälp av Geoff Rowberry vid Guelphs Universitet. Den officiella korsningen skapades 1966 och 'Yukon Gold' lanserades på marknaden 1980.

## Utveckling och namngivning
Under 1900-talet började många holländska och belgiska invandrare bosätta sig i "Banana Belt"-regionen i södra Ontario. Många av dessa invandrare började odla grönsaker kring städerna Simcoe, Leamington och Harrow längs Eriesjön. På 1950-talet började grönsaksodlarna i denna region att ansöka om avelsrättigheter och licenser för en gul-färgad potatis som liknade de de var vana vid att odla i Europa. För Gary Johnston innebar detta början på en nästan 30 år lång utveckling av 'Yukon Gold'-potatisen.

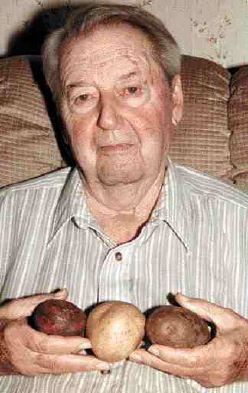
1953 ledde laboratorietekniker Gary Johnston ett team på potatisutvecklingslabbet vid Ontario Agriculture College som korsade två potatissorter och skapade därmed den nya typen.

1959 berättade en av Johnstons doktorandstudenter, en ung man från Peru, för honom om Solanum goniocalyx, en liten, grov, djupt gulfärgad potatis känd som papa amarilla, vilket är spanska för "gul potatis") som odlades av de många ursprungsbefolkningarna i de peruanska Anderna. I Lima anses denna sort vara en delikatess tack vare sin ljusa färg och distinkta smak. Efter att ha smakat på dessa peruanska potatisar bestämde sig Johnston för att avla fram en potatis med samma färg och smak, men större och med en jämnare form, liknande de potatisar som odlades i den sydvästra delen av Ontario. 1966 gjorde utvecklingsteamet sin första korsning mellan en W5289-4 (2× korsning mellan 'Yema de huevo' och 2× Katahdin) och en 'Norgleam'-potatis från North Dakota. Efter den 66:e korsningen det året producerades ett sannavlande frö och G6666 skapades.
Det tidiga namnet för den nya sorten var "Yukon", efter Yukonfloden som var inblandad i Klondike-guldfebern i norra Kanada. Charlie Bishop, eller Walter Shy enligt vissa källor, föreslog att man skulle lägga till "Gold" för att beskriva färgen och utseendet. "Det var ett revolutionerande koncept ... Han var en pionjär. Johnston hade visionen för gul-färgad potatis," sade Hielke De Jong, en potatisuppfödare vid Agriculture and Agri-Food Canada. Johnston utvecklade även och tog fram 15 andra potatisvarianter till marknaden medan han var på Ontario Agriculture College, där han var utlånad av sin arbetsgivare, Agriculture Canada.
En publikation från universitetet uppger att "Yukon Gold var den första kanadensiska potatissorten som marknadsfördes, förpackades och såldes med sitt namn på förpackningen."
Trots den överväldigande framgången för denna potatis under flera år, minskade försäljningen i Kanada med 30 % mellan 2004 och 2014 när andra sorter blev allt mer populära.
Yukon Gold-potatisar är mottagliga för frösjukdomar, stjälkbakterios, brunröta, tidigt döende, PVY, mjuk rötning, torr rötning, läckage, rosa rötning, silverskorv och svartskorv.

## Förvaring
Denna sort är resistent mot blåmärken och bildar inte mycket skott eftersom den har god viloperiod. Om knölarna förvaras korrekt kommer de inte att förlora mycket fukt jämfört med andra sorter.

## Bilder

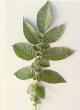
Blad
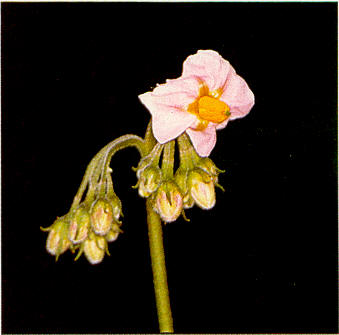
Blomma
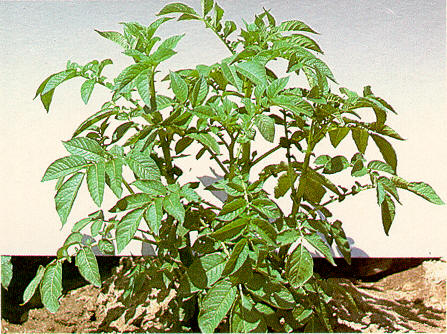
Planta
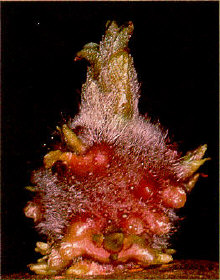
Groddar
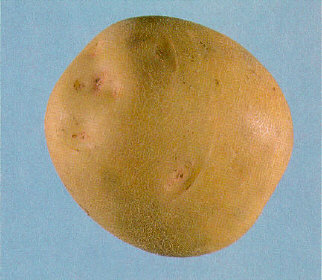
Skal
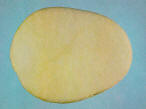
Köttet